# Межамериканский банк развития
Межамериканский банк развития (англ. Inter-American Development Bank или IADB, IDB) — международная финансовая организация, созданная в 1959 году с целью финансовой поддержки экономики стран Латинской Америки и Карибского бассейна. Является самым крупным источником финансирования развития для региона.
Банк поддерживает экономическое развитие Латинской Америки и Карибского бассейна, социальное развитие и региональную интеграцию путём кредитования правительств и государственных учреждений, включая государственные корпорации.

## История создания банка
На первой Панамериканской конференции в 1890 году в ходе усилий по созданию межамериканской системы была впервые предложена идея особого финансового института развития для Латинской Америки. Однако она долго не могла найти воплощение. Банк был создан по инициативе президента Бразилии Жуселину Кубичека, реформатора бразильской экономики.
Банк создан в 1959 году по принципу акционерного общества 19 американскими государствами. Позднее другими акционерами банка стали неамериканские государства.
Позднее были созданы другие финансовые организации, связанные с деятельностью Межамериканского банка развития:
1986 г — Межамериканская инвестиционная корпорация
1993 г. — Многосторонний инвестиционный фонд
Все три организации: Межамериканский банк развития, Межамериканская инвестиционная корпорация и Многосторонний инвестиционный фонд образуют группу Межамериканского банка развития.

## Страны — члены банка
Акционерами банка в настоящее время являются 48 государств с разным статусом, из которых 26 государств-членов банка имеют право на получение кредита, то есть являются странами-заемщиками.
| Страны — заёмщики                | Аргентина, Багамские Острова, Барбадос, Белиз, Боливия, Бразилия, Чили, Колумбия, Коста-Рика, Доминиканская Республика, Эквадор, Сальвадор, Гватемала, Гайана, Гаити, Гондурас, Ямайка, Мексика, Никарагуа, Панама, Парагвай, Перу, Суринам, Тринидад и Тобаго, Уругвай, Венесуэла |
| Страны, не являющиеся заёмщиками | Австрия, Бельгия, Канада, Китай, Хорватия, Дания, Финляндия, Франция, Германия, Израиль, Италия, Япония, Нидерланды, Норвегия, Португалия, Республика Корея, Словения, Испания, Швеция, Швейцария, Великобритания, США                                                             |

### Официальные языки банка
У МБР четыре официальных языка: английский, французский, португальский и испанский. Его официальные названия на всех языках:
| Язык               | Название                                       |
| ------------------ | ---------------------------------------------- |
| Английский язык    | Inter-American Development Bank (IADB или IDB) |
| Французский язык   | Banque interaméricaine de développement (BID)  |
| Португальский язык | Banco Interamericano de Desenvolvimento (BID)  |
| Испанский язык     | Banco Interamericano de Desarrollo (BID)       |

## Как работает банк

### Международный статус банка
Банк предоставляет займы правительствам стран-членов банка на стандартных коммерческих условиях. Вместе с тем банк имеет статус преференциального кредитора, означающего, что заёмщик должен вернуть средства в первую очередь этому банку, а потом всем остальным коммерческим банкам.
Денежные фонды, используемые для предоставления займов, увеличиваются за счёт привлечения средств, полученных от продажи облигаций институциональным инвесторам.
Гарантией по привлекаемым средствам выступает уставный капитал банка, внесённый странами-учредителями (48 государств), а также дополнительные гарантии (callable capital), предоставляемые богатейшими странами, не являющимися заёмщиками банка (22 государства). Благодаря этим гарантиям облигации банка имеют наивысший рейтинг надёжности (кредитоспособности) — AAA.

### Управление банком
МБР управляется Советом управляющих, состоящим из 48 членов, который регулярно собирается раз в год для решения стратегических вопросов.
В отличие от других международных финансовых институтов, таких как Всемирный банк, страны-заёмщики являются ведущими акционерами Межамериканского банка развития. Доля США составляет 30 %. в то время как страны Латинской Америки и Карибского бассейна совместно владеют 50,02 процентами. Тем не менее, что, вместе с 20 % от Европы США могут наложить вето на их решения.

## Стратегия банка
В марте 2015 года Банк обновил институциональную стратегию на 2010—2020 годы. Суть документа состоит в том, что Латинской Америке, если она хочет быть более процветающим и инклюзивным обществом, необходимо решить три взаимосвязанные задачи:
- преодолеть социальное отчуждение и неравенство,
- повысить производительность труда и включить инновационные механизмы,
- усилить экономическую интеграцию стран региона, которая сейчас явно недостаточна.

## Приоритетные направления финансирования

### Образовательная программа
Отдел образования МБР работает в партнёрстве с 26 странами-заемщиками в Латинской Америке и Карибском бассейне, чтобы гарантировать, что дети и подростки реализуют своё право на качественное образование. МБР поддерживает образовательную инициативу, которая направляет свои исследования и проекты на решение трёх вопросов: развитие детей в раннем возрасте, профессиональное обучение и повышение качества преподавания.

### Борьба с бедностью
Правительства большинства развивающихся стран не располагает возможностями для сокращения масштабов нищеты путём бюджетных вливаний — поскольку средства уходят на поддержание инфраструктуры, выплату заработной платы и задолженностей, а также из-за плохой собираемости налогов. МБР исходит из того, что уменьшение бедности в значительной степени зависит от инвестиций бизнеса в глобальные рынки для создания рабочих мест и для расширения экономических возможностей отдельных людей. Банк рассматривает возможности финансирования программ по созданию новых рабочих мест и развития мелкого и среднего бизнеса.

### Изменение климата и экологическая устойчивость
Изменение климата угрожает подорвать долгосрочные усилия региона по достижению устойчивого развития. Оно также негативно влияет на самых уязвимых членов общества. Банк выработал стратегию в отношении климатических изменений (CCS), цель которой состоит в том, чтобы способствовать адаптации к изменению климата в Латинской Америке и Карибском бассейне.
Общее увеличение капитала (GCI-9) обязывает Банк поддерживать усилия по смягчению и адаптации заёмщиков, одновременно отвечая их потребностям в области развития и энергии. GCI-9 устанавливает целевой показатель в размере 25 процентов от общего объёма кредитования, направляемого в портфель по вопросам изменения климата, экологической устойчивости и возобновляемых источников энергии.

### Проблема водных ресурсов и санитария
В Отделе водоснабжения и санитарии действуют четыре программы: программа «100 городов», «Вода для 3000 сельских общин», «Защитники воды» и «Эффективные и прозрачные коммунальные услуги». Чтобы поддержать регион Латинской Америки и Карибского бассейна в решении проблем, связанных с водными ресурсами, МБР создал Hydro-BID — инструмент, который позволяет эффективно управлять и планировать водные ресурсы путём прогнозирования наличия воды с учётом последствий изменения климата.
Hydro-BID была разработана для решения проблем, связанных с нехваткой информации, надёжных данных и отсутствием инструментов для поддержки правительств, предприятий водоснабжения, частного сектора и других учреждений в планировании и принятии более эффективных решений для устойчивого управления водными ресурсами.

### Инфраструктурные проблемы
Эффективное управление инфраструктурой стимулирует экономический рост и конкурентоспособность. Это важно и для улучшения качества жизни и интеграции в современное общество. Инфраструктурная стратегия банка определяет приоритетные области действий:
- Содействие доступу к инфраструктурным услугам;
- Поддержка инфраструктуры для региональной и глобальной интеграции;
- Создание механизмов финансирования и расширение участия частного сектора в инфраструктуре;
- Принятие и продвижение многосекторной повестки дня;
- Поддержка строительства и поддержание экологически и социально устойчивой инфраструктуры;
- Способствовать постоянному совершенствованию управления инфраструктурой.

## Критика деятельности
По данным Информационного центра Банка (BIC),
…группы гражданского общества уже давно обеспокоены негативным воздействием деятельности МБР на окружающую среду и жизнь коренных народов региона, а также на перспективы подлинных экономических и демократических реформ.
В основном речь идёт о группах левых активистов, которые считают, что финансовые операции МБР (вопреки заявленной цели МБР по содействию социальному и экономическому процветанию) наносят экологический и социальный ущерб, а также негативно влияет на местную экономику.